# Daya Makmur
Daya Makmur is een bestuurslaag in het regentschap Banyuasin van de provincie Zuid-Sumatra, Indonesië. Daya Makmur telt 2566 inwoners (volkstelling 2010).